# Andronico Ducas Angelo
Andronico Angelo Ducas (in greco Ἀνδρόνικος Ἄγγελος Δούκας?; Costantinopoli, 1133 circa – San Giovanni d'Acri, prima del 1185) era un aristocratico bizantino imparentato con la dinastia dei Comneni. Durante il regno di suo cugino, Manuele I Comneno, prestò servizio senza successo come comandante militare contro i Turchi Selgiuchidi e come inviato presso il Regno di Gerusalemme. Dopo la morte di Manuele, nel 1182 fu inviato a fermare la ribellione di Andronico I Comneno, ma fu sconfitto e alla fine gli disertò. Poco dopo, guidò una cospirazione fallita di importanti aristocratici contro Andronico I. Quando fu scoperta, Andronico e i suoi figli fuggirono dall'Impero, finendo a San Giovanni d'Acri, dove morì. Era il padre degli imperatori Isacco II Angelo e Alessio III Angelo.

## Biografia
Andronico nacque intorno al 1133, terzo figlio di Costantino Angelo e Teodora Comnena, figlia minore dell'imperatore Alessio I Comneno (regno 1081-1118) e di Irene Ducaena. Qualche tempo prima del 1155, probabilmente intorno al 1150, sposò Eufrosina Castamonitissa, sorella di Teodoro Castamonite, che divenne un ministro onnipotente durante il regno del figlio di Andronico, Isacco II.
Andronico è ricordato per la prima volta nelle fonti storiche durante un sinodo del marzo 1166, convocato sull'interpretazione dell'affermazione di Cristo "Il Padre mio è più grande di me". Vi partecipò insieme ai suoi fratelli e ad altri alti membri della corte e della gerarchia ecclesiastica.
Nel 1176 Andronico e suo fratello maggiore Giovanni comandarono unità dell'avanguardia dell'esercito imperiale nella campagna contro il sultanato selgiuchide di Iconio. La campagna culminò con una pesante sconfitta bizantina nella battaglia di Miriocefalo. L'anno successivo, Andronico guidò un'ambasciata, di cui facevano parte i megas hetaireiarches Giovanni Ducas, Alessandro, conte di Gravina, e Giorgio Sinaiti, nel Regno di Gerusalemme per rinnovare l'alleanza tra il suo primo cugino, l'imperatore Manuele I Comneno (r. 1143-1180), e il re Baldovino IV.
Nel 1179 l'imperatore Manuele incaricò Andronico di condurre una campagna contro i Turchi nella zona di Charax, in Frigia. Tuttavia, durante la notte, alcuni Turchi riuscirono a spostarsi nelle retrovie dell'esercito imperiale e si misero a gridare a gran voce. Temendo di essere accerchiato, Andronico montò a cavallo e fuggì a testa bassa verso Colossi. Vedendo la fuga del suo comandante, l'esercito bizantino fu preso dal panico e iniziò a fuggire nella stessa direzione; solo l'intervento di un altro parente dell'imperatore, Manuele Cantacuzeno, che, spada alla mano, affrontò i soldati in fuga e fece notare che nessun nemico li stava attaccando, riuscì a fermare la fuga. Secondo il resoconto dello storico contemporaneo Niceta Coniata, l'imperatore Manuele era talmente indignato per le azioni disonorevoli di Andronico che minacciò di farlo sfilare pubblicamente per le strade di Costantinopoli vestito da donna; alla fine, però, cedette e non mise in atto la sua minaccia. Poco dopo, Andronico cercò di divorziare dalla moglie Eufrosina Castamonitissa e di sposare la sua amante, ma l'imperatore e il sinodo glielo impedirono.
Nella primavera del 1182, l'imperatrice reggente Maria d'Antiochia e il suo primo ministro, Alessio Comneno, inviarono Andronico ad affrontare un altro cugino, Andronico Comneno, che si era ribellato e stava marciando su Costantinopoli. Andronico Comneno era in prossimità di Nicomedia, dove molti abitanti del luogo si unirono a lui. In una battaglia nei pressi di Charax, Andronico fu sconfitto dall'esercito del ribelle, anche se si trattava di una forza assemblata in fretta e furia, composta solo, secondo Coniata, da "contadini inadatti alla guerra e da un contingente di soldati paflagoni", guidati nemmeno da un comandante esperto ma da "un certo eunuco". Al suo ritorno a Costantinopoli, Andronico si trovò di fronte all'accusa di aver sottratto il denaro destinato allo stipendio dell'esercito. Temendo accuse di comportamenti favorevoli ai ribelli, su consiglio dei figli si barricò con la famiglia nel loro palazzo fortificato a Exokionion, prima di fuggire tutti insiema dalla città e raggiungere Andronico Comneno in Bitinia. Forte di questa defezione, Andronico Comneno si trasferì a Calcedonia, dall'altra sponda del Bosforo rispetto a Costantinopoli. In seguito alla diserzione del Megaduca Andronico Contostefano che si era unito alla marina al ribelle, scoppiò una rivolta in città e le porte furono aperte ad Andronico Comneno, che ora salì al trono come imperatore.
Ben presto, però, gli stessi nobili che avevano aiutato Andronico Comneno a diventare imperatore congiurarono contro di lui, non appena fu chiaro che non intendeva restituire loro le posizioni dominanti che avevano ricoperto sotto l'imperatore Manuele. Andronic Angelo e Andronico Contostefano, insieme ai loro numerosi figli e al logothetes tou dromou Basilio Ducas Camatero, erano i capi della congiura, che fu rapidamente scoperta dagli agenti dell'imperatore. Camatero, Contostefano e quattro dei suoi figli, così come molti altri membri della cospirazione, furono catturati e accecati, invece Andronico e i suoi figli riuscirono a fuggire. Secondo Coniata, mentre fuggivano dai soldati imperiali che li inseguivano, Andronico e i suoi figli trovarono una barca carica di anfore vuote; gettando il carico in mare, vi salirono e si misero in salvo. Andronico lasciò il territorio bizantino e si recò a Damasco e a Baghdad, dove incontrò e ricevette aiuto da Saladino, prima di stabilirsi a San Giovanni d'Acri. Probabilmente morì lì, qualche tempo prima dell'ascesa al trono del figlio Isacco, nel settembre 1185.

## Discendenza
Andronico ed Eufrosina Castamonitissa ebbero otto figli, sei maschi e due femmine. Solo Costantino, Alessio e Isacco sono sicuramente comprovati come figli di Andronico. I nomi degli altri tre figli sono sconosciuti e contestati dagli studiosi.
- Costantino Comneno Angelo (1151 circa - dopo il 1199), comandante militare, accecato da Andronico Comneno ed elevato a sebastokrator dal fratello Isacco. Sposato e con figli, i nomi della moglie e della prole sono sconosciuti[19].
- Giovanni Angelo (1152 circa - forse dopo il 1222), accecato da Andronico Comneno e probabilmente elevato a Cesare e poi a sebastokrator dal fratello Isacco. Sposato, forse con Irene Comnena, ebbe un figlio, Andronico[20].
- Alessio III Angelo (1153 circa - 1211), elevato a sebastokrator dal fratello Isacco, gli usurpò il trono nel 1195. Governatore generalmente inetto e amante del piacere, regnò fino a quando non fuggì davanti agli attacchi della Quarta crociata, nel 1203. Tentò di conquistare l'Impero di Nicea nel 1211, ma fu sconfitto da Teodoro I Lascaris e morì poco dopo. Sposò Eufrosina Ducena Camatera ed ebbe tre figlie, Irene, Anna ed Eudocia[21].
- Michele Angelo (1154 circa - sconosciuto), senza nome nelle fonti, è stato provvisoriamente identificato con un Cesare di questo nome, noto solo da un unico sigillo. Come tutti i suoi fratelli, tranne Isacco e Alessio, anche lui fu accecato da Andronico I[22].
- Teodoro Angelo (1155 circa - dopo il 1199), nel 1183 guidò una ribellione contro Andronico I a Prussa, fu sconfitto, accecato ed esiliato presso i Selgiuchidi. Quando Isacco divenne imperatore, potrebbe essere stato elevato a Cesare. Sposato e con figli, i nomi della moglie e della prole sono sconosciuti[23].
- Isacco II Angelo (1156-1204), nel 1183 guidò una ribellione insieme a Teodoro Cantacuzeno contro Andronico I a Nicea, ma dopo la morte di Cantacuzeno si sottomise all'imperatore. L'uccisione da parte di Isacco dell'odiato primo ministro, Stefano Agiocristoforite, nel 1185 stimolò una rivolta popolare che depose Andronico e portò Isacco sul trono. Regnò fino a quando non fu deposto dal fratello Alessio nel 1195, ma fu ristabilito dai crociati nel 1203, rimanendo sul trono insieme al figlio Alessio IV fino alla sua morte, poco prima del definitivo Sacco di Costantinopoli da parte dei crociati. Sposatosi dapprima con una donna sconosciuta, ebbe tre figli, Anna Eufrosina, Irene e Alessio IV; dalla seconda moglie, Margherita d'Ungheria, ebbe due figli, Manuele e Giovanni[24].
- Irene Angelina (1154 circa - sconosciuta), sposò Giovanni Cantacuzeno, che per l'occasione fu nominato Cesare. La coppia ebbe almeno un figlio, il cui nome è sconosciuto[25].
- Teodora Angelina (1160 circa - sconosciuta), sposò il marchese Corrado del Monferrato, che per l'occasione fu nominato Cesare. Dopo che Corrado la abbandonò nel 1187 per andare a Gerusalemme, si ritirò nel monastero di Dalmatou, che fu trasformato in un convento femminile per lei[26].

## Ascendenza
|                        |                  |                         | Genitori           |  |  | Nonni |  |  | Bisnonni |  |  | Trisnonni |  |
|                        |                  |                         |                    |  |  |       |  |  | …        |  |  | …         |  |
|                        |                  |                         |                    |  |  |       |  |  | …        |  |  | …         |  |
|                        |                  | …                       |                    |  |  |       |  |  | …        |  |  |           |  |
| …                      |                  |                         |                    |  |  |       |  |  | …        |  |  |           |  |
|                        |                  | …                       | …                  |  |  |       |  |  |          |  |  |           |  |
|                        |                  | …                       | …                  |  |  |       |  |  |          |  |  |           |  |
|                        |                  | …                       | …                  |  |  |       |  |  |          |  |  |           |  |
| Costantino Angelo      |                  | …                       |                    |  |  |       |  |  |          |  |  |           |  |
|                        |                  | …                       | …                  |  |  |       |  |  |          |  |  |           |  |
|                        |                  | …                       | …                  |  |  |       |  |  |          |  |  |           |  |
|                        |                  | …                       | …                  |  |  |       |  |  |          |  |  |           |  |
| …                      |                  | …                       |                    |  |  |       |  |  |          |  |  |           |  |
|                        |                  | …                       | …                  |  |  |       |  |  |          |  |  |           |  |
|                        |                  | …                       | …                  |  |  |       |  |  |          |  |  |           |  |
|                        |                  | …                       | …                  |  |  |       |  |  |          |  |  |           |  |
| Andronico Ducas Angelo |                  | …                       |                    |  |  |       |  |  |          |  |  |           |  |
|                        | Giovanni Comneno | Manuele Comneno Erotico |                    |  |  |       |  |  |          |  |  |           |  |
|                        | Giovanni Comneno | Manuele Comneno Erotico |                    |  |  |       |  |  |          |  |  |           |  |
|                        | Giovanni Comneno | …                       |                    |  |  |       |  |  |          |  |  |           |  |
| Alessio I Comneno      | Giovanni Comneno |                         |                    |  |  |       |  |  |          |  |  |           |  |
|                        |                  | Anna Dalassena          | Alessio Caronte    |  |  |       |  |  |          |  |  |           |  |
|                        |                  | Anna Dalassena          | Alessio Caronte    |  |  |       |  |  |          |  |  |           |  |
|                        |                  | Anna Dalassena          | Adriana Dalassena  |  |  |       |  |  |          |  |  |           |  |
| Teodora Comnena        |                  | Anna Dalassena          |                    |  |  |       |  |  |          |  |  |           |  |
|                        |                  | Andronico Ducas         | Giovanni Ducas     |  |  |       |  |  |          |  |  |           |  |
|                        |                  | Andronico Ducas         | Giovanni Ducas     |  |  |       |  |  |          |  |  |           |  |
|                        |                  | Andronico Ducas         | Irene Pegonitissa  |  |  |       |  |  |          |  |  |           |  |
| Irene Ducaena          |                  | Andronico Ducas         |                    |  |  |       |  |  |          |  |  |           |  |
|                        |                  | Maria di Bulgaria       | Troian di Bulgaria |  |  |       |  |  |          |  |  |           |  |
|                        |                  | Maria di Bulgaria       | Troian di Bulgaria |  |  |       |  |  |          |  |  |           |  |
|                        |                  | Maria di Bulgaria       | …                  |  |  |       |  |  |          |  |  |           |  |
|                        |                  | Maria di Bulgaria       |                    |  |  |       |  |  |          |  |  |           |  |